# Pizzo (Italia)
Pizzo es un municipio sito en el territorio de la provincia de Vibo Valentia, en Calabria (Italia).

## Demografía
| Gráfica de evolución demográfica de Pizzo entre 1861 y 2011 |
|                                                             |
| Fuente ISTAT - elaboración gráfica a cargo de Wikipedia     |